# Сибирочка
«Сибирочка» — российский десятисерийный фильм 2003 года режиссёра Владимира Грамматикова, в 2006 году вышел в версии фильма «Тайна сибирской княжны» — семейный / детский фильм, авантюрная мелодрама по мотивам одноимённой повести 1908 года Лидии Чарской, сценарий написал Вадим Зобин («Петербургские тайны», «Саломея»).

## Сюжет
Однажды в заснеженной Сибири на карету князя Гордова напала стая голодных волков. Чтобы спасти свою маленькую дочку, Гордов привязывает её колыбельку к дереву, а сам уезжает, отвлекая волков. Девочку находит охотник Михалыч. Проходит 17 лет. Обыденная жизнь воспитанной охотником Сибирочки круто меняет направление после возникновения слухов о князе и его громадном вознаграждении за пропавшую дочь. Сибирочка, воспитанная охотником, оказывается в городе, становится цирковой артисткой.

## В ролях
| Актёр                | Роль                              |
| -------------------- | --------------------------------- |
| Алла Юганова         | Сашенька Гордова (Сибирочка)      |
| Антон Крынин         | Андрей цыган                      |
| Николай Добрынин     | князь Гордов                      |
| Анна Михалкова       | Анна                              |
| Алексей Девотченко   | Зуб                               |
| Наталия Солдатова    | Аля                               |
| Прохор Чеховской     | Тимофей Вихров                    |
| Алексей Булдаков     | Михалыч                           |
| Игорь Ясулович       | Эрнест Эрнестович                 |
| Мария Антипп         | княжна Елена Павловна             |
| Александр Леньков    | мистер Розетти                    |
| Фёдор Добронравов    | мистер Браун                      |
| Валерия Скороходова  | Герта                             |
| Игорь Ромащенко      | Иван Палец                        |
| Александр Цуркан     | Пётр Иванович Гвоздев следователь |
| Анатолий Шаляпин     | метрдотель цирка                  |
| Николай Стоцкий      | Родион                            |
| Янданэ               | шаман Нымзя                       |
| Андрей Щукин         | дядя Кузьма                       |
| Александр Зиновьев   | дворецкий                         |
| Иванна Орлова        | няня                              |
| Владимир Майсурадзе  | цыган                             |
| Николай Рябков       | пристав                           |
| Сергей Макаров       | урядник Игнатьич                  |
| Александр Самойлов   | Корнеев городовой                 |
| Владимир Кошевой     | слуга князя Гордова               |
| Владимир Грамматиков | Соломон Матвеевич                 |
| Амаду Мамадаков      | Ахмед                             |

## Съёмки
Съемки фильма проходили Архангельске, в музее деревянного зодчества «Малые Корелы», а также в Москве на территории парка «Лосиный остров» и музея-усадьбы «Кусково».
Сериал был представлен 22 декабря 2003 года на ХХ-ом Московском фестивале фильмов для детей и юношества.
Премьерный показ состоялся 31 декабря 2003 на телеканале «Культура».

## Критика
Кинокритик Евгения Леонова резко отозвалась о фильме, заметив, что даже среди слабого российского кино для детей сериал выглядит «довольно убого», снят на крайне низком уровне:

По-видимому, для [режиссёра] Владимира Грамматикова «детское» означает профессиональную вседозволенность. В "…"Сибирочка", где нет ни одной не фальшивой актёрской работы и ни одного нормально снятого кадра, лежит за гранью каких-либо высказываний. Зря потраченная пленка, кино ни для кого…— Евгения Леонова — Позвольте с вами посюсюкать // Независимая газета, 13 января 2004

## Награды и фестивали
- Приз Президента ХХ-го Московского фестиваля фильмов для детей и юношества в номинации «За дебют в телевизионном многосерийном фильме» актрисе Алле Югановой.[1][2]
- Приз зрительских симпатий в Конкурсе «Наше новое детское кино» за лучший полнометражный фильм на V-м фестивале «Московская премьера» (2007).
- Премии «Звездный мост» Департамента по культуре Москвы в номинации «Игровое кино» режиссёру Владимиру Грамматикову и актрисе Анне Михалковой.[3]